# Consejo Consultivo Anglicano
El Consejo Consultivo Anglicano consiste de representantes de todas las provincias e iglesias autónomas de la Comunión anglicana las cuales envían entre uno y tres representantes según su tamaño. Tiene actualmente aproximadamente noventa miembros, algunos son obispos, otros clérigos y otros laicos y se reúna en sesión plenaria cada dos o tres años. Su función es continuar la obra de la Conferencia de Lambeth entre las sesiones de ésta las cuales se celebran cada diez años pero, al igual que la conferencia, carece de autoridad legislativa.
  Del Consejo Consultivo depende su "Standing Committee" (comisión permanente) compuesto de catorce miembros más el arzobispo de Canterbury (ex oficio) el cual es responsable de la ejecución detallada de las decisiones del Consejo.